# Équipe de Guadeloupe de rugby à XV
L'équipe de Guadeloupe de rugby à XV rassemble les meilleurs joueurs de rugby à XV de la Guadeloupe, département d'outre-mer français situé dans les Caraïbes, sous le patronage du Comité de rugby de Guadeloupe.